# Bitwa pod Montmirail

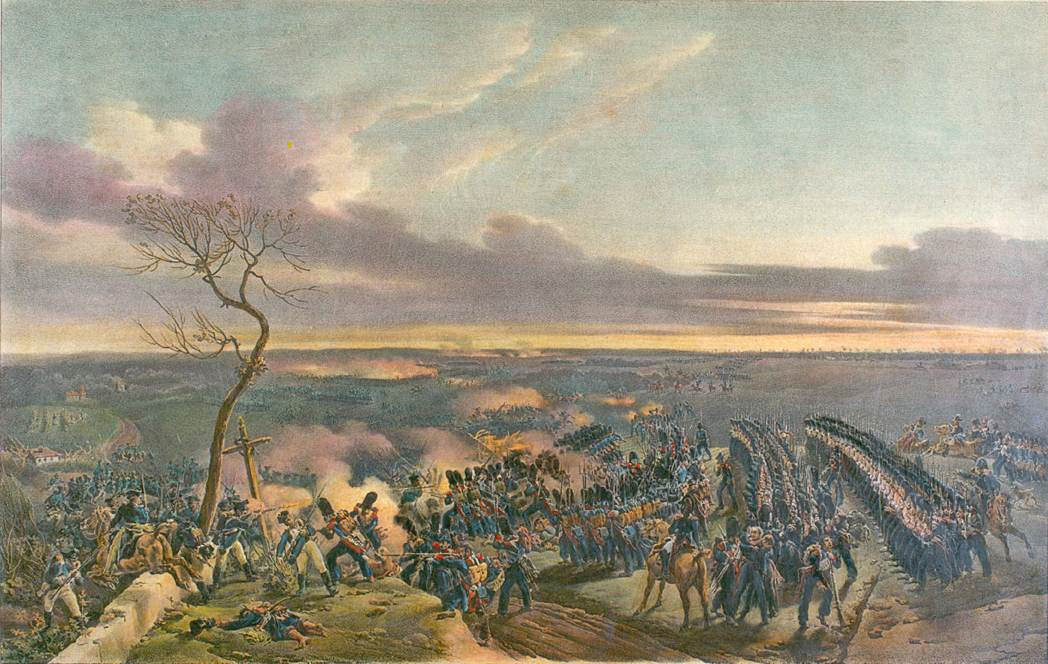
Bitwa pod Montmirail – litografia L. Marin-Lavigne'a

Bitwa pod Montmirail – starcie zbrojne, które miało miejsce w pobliżu miejscowości Montmirail nad Marną we Francji, w czasie tzw. Kampanii sześciodniowej w końcowym okresie wojen napoleońskich. Starcie miało miejsce 11 lutego 1814 roku i zakończyło się kolejnym zwycięstwem wojsk cesarskich dowodzonych osobiście przez Napoleona nad korpusami rosyjskim i pruskim pod wodzą generałów Osten-Sackena i Wartenburga.
W bitwie pod Montmirail wsławił się polski oddział kapitana Wincentego Dubieckiego, biorąc w brawurowy sposób do niewoli 400-osobowy batalion wroga, przy stracie własnej jednego żołnierza.

## Przed bitwą
Obaj – Osten-Sacken i Yorck – mieli w swoich korpusach po około 18 000 ludzi, podczas gdy Napoleon zaledwie 10 500 (w trakcie bitwy nadciągnęły uzupełnienia zwiększając siłę wojsk francuskich do 20 000) oraz 36 dział.
Uderzając gwałtownie z południa Napoleon, w boju pod Champaubert, rozerwał środkową część kolumn Blüchera maszerujących w stronę Paryża w pogoni za korpusem francuskim marszałka Macdonalda.
Teraz, wykorzystując zamieszanie w szeregach nieprzyjaciół, cesarz na czele jedynych dostępnych w danym momencie sił, tj. Starej Gwardii i dywizji nastoletnich rekrutów, zwanych żartobliwie „Mariami-Ludwisiami”, ruszył pospiesznie na zachód w nadziei doścignięcia awangardy armii Blüchera (czyli korpusów Sackena i Yorcka) i rozbicia w niewygodnej dla nich sytuacji, gdy były odcięte od armii głównej, a za plecami miały rzekę Marnę i obsadzone przez wojska francuskie mosty.
Sacken, widząc za sobą tak nieznaczne siły, że można było je wziąć za większy podjazd, zawrócił stając do bitwy z zamiarem przebicia się do armii Blüchera w okolicach Montmirail. Ostrożniejszy Yorck miał zamiar wycofać się na północ w kierunku Château-Thierry. Widząc jednak, że nie da się wyperswadować upartemu Rosjaninowi jego chęci do walki, Yorck ruszył na pomoc, choć niezbyt spiesznie.

## Starcie
Cesarz, mając pewność, że Ney z uzupełnieniami nadciągnie wcześniej niż Yorck, postanowił przyjąć bitwę. Rozdzielając swoje siły wysłał część lekkiej kawalerii przeciwko Prusakom, podczas gdy siły główne skierował na korpus Sackena. Przeczucia Yorcka sprawdziły się od razu na samym wstępie starcia. Kapitanowie Dobiecki, Jankowski i Zielonka ze szwadronem służbowym 1 Pułku Szwoleżerów-Lansjerów uderzyli na czołowy batalion pruskiej piechoty, rozbili go i wzięli 400 jeńców (cesarz mianował ich na polu bitwy szefami szwadronu). Yorck zaczął natychmiast odwrót w poprzednio obranym kierunku.
Sacken popełnił błąd, rozwijając się na południe od drogi z Ferté-sous-Jouarre w zamiarze obejścia lewego skrzydła Francuzów. Natomiast Napoleon postąpił przeciwnie, stawiając silny opór na swym lewym skrzydle, a przez silne natarcie oskrzydlające na lewą flankę przeciwnika (właśnie przybyły Ney) odcinając około godziny 5 po południu Yorcka od Sackena.
Rosjanin rzucił dywizje piechoty Lievena i Szczerbatowa oraz konnicę Jurgasa do szturmu na francuskie centrum. Rozgorzały niezwykle zacięte walki. Szala pojedynku raz przechylała się na stronę Rosjan, raz Francuzów. W najbardziej krytycznym momencie potężne uderzenie gwardii cesarskiej oraz dywizji gen. Richarda odbiło z rąk Szczerbatowa strategicznie położoną na lewym skrzydle wioskę Marchais.
W chwili przesilenia Ney rzucił do rozstrzygającego uderzenia piechotę Frianta, która poczęła spychać wykrwawioną dywizję Leviena. W tym samym momencie szarża kirasjerów Nansouty'ego przeszyła na wylot konnicę Jurgasa, która – zdziesiątkowana – poczęła uchodzić. Klęsce Rosjan spokojnie przyglądała się stojąca na północ dywizja pruska Pircha. Skrwawiony korpus Sackena ratował się ucieczką przez zaśnieżone pola, tracąc prawie całą kolumnę taborową. Na pobojowisku legło 4 tysiące Rosjan i niecałe 2 tysiące Francuzów.
Dzięki pomocy Yorcka, który przybył o zmierzchu na pole bitwy, szczątki korpusu Sackena zdołały się cofnąć w kierunku Chateau Thierry. Klęska Sackena byłaby pełniejsza, gdyby Macdonald zgodnie z otrzymanym rozkazem uderzył na tyły. Podług swego własnego zeznania słysząc huk dział od strony Montmirail, Macdonald pod różnemi pretekstami pozostał na miejscu w Meaux, popełniając przez to jeden z najcięższych błędów, jaki można popełnić na wojnie, błąd, potępiany w regulaminach słowami: jest tylko jeden błąd hańbiący – bezczynność.

## Upamiętnienie
Bitwa ta jest wymieniona na Łuku Triumfalnym w Paryżu.